# Netzwerk (Musikgruppe)
Netzwerk ist ein italienisches Eurodance-Projekt, das 1992 gegründet wurde. Sie veröffentlichten sechs Singles, von denen zwei Top-10-Hits in Italien waren. Nach mehr als 20 Jahren Pause wurde am 11. Oktober 2019 eine Comeback-Single mit dem Titel Just Another Dream veröffentlicht.
Das Projekt wurde von drei verschiedenen Sängern begleitet. Sandra Chambers lieferte die Vocals auf "Send Me an Angel" und "Breakdown". Simona Jackson lieferte den Gesang bei "Passion" und "Memories". Sharon May Linn steuerte die Vocals auf "Dream" bei.
2019 kehrte Jackson nach fast 25 Jahren zu Netzwerk zurück, um die Leadsängerin für die Comeback-Single "Just Another Dream" zu sein, und tritt bei 90er-Revival-Shows in aller Welt als Netzwerk auf. Zwei Jahre später, 2021, veröffentlichte Netzwerk "Last Summer", ein Duett mit Jackson und der ehemaligen Sängerin Sandy Chambers.